# Kalínovka (Tomsk)
Kalínovka (en rus: Калиновка) és un poble de l'óblast de Tomsk, a Rússia, que el 2021 tenia 23 habitants.
El poble va ser fundar l'any 1900. El 1926, tenia 132 granges, la majoria dels habitants eren d'origen ucraïnès. Administrativament, era el centre del consell del poble de Kalinovsky del districte de Zachulymsky del districte de Tomsk del territori de Sibèria.